# Драч (рибальство)
Драч — варварське браконьєрське знаряддя для рибної ловлі.
Грузило з тройним (або четверним) гачком.
Закидається до водойми в зграю риби і витягується. Здобич зачіплюється на гачок. Більша частина риби (до 90 %) залишається травмованою і гине.
Рибалка драчом належить до браконьєрства.